# Tarja (moneda)
La tarja, llamada también sesena, era una moneda de vellón fabricada en Navarra por Catalina I de Navarra y Juan III de Navarra en 1495 y en España por Felipe II el año 1566. En Francia, Enrique IV también dejó constancia de emisiones de sizain en las cecas de Baja Navarra y Bearne.

## Historia
En principio era de cobre, entrando en cada 8 onzas de peso 62 granos de plata, que hacen una onza, 5 ochavas, 4 tomines y 8 granos: cada moneda pesaba cinco granos y tres quintos y valía un cuartillo de real. Por un lado tenía un escudo con una corona y dentro de él un castillo con 3 torres y en el otro lado, un escudo coronado y dentro de él un león grande: la inscripción era del mismo Felipe II como rey de España. 
Sin embargo, por una cédula de 24 de diciembre de 1642 se decreta que no podía echarse más que 46 granos y medio de plata fina, sacándose de cada marco el mismo número de piezas que antes.

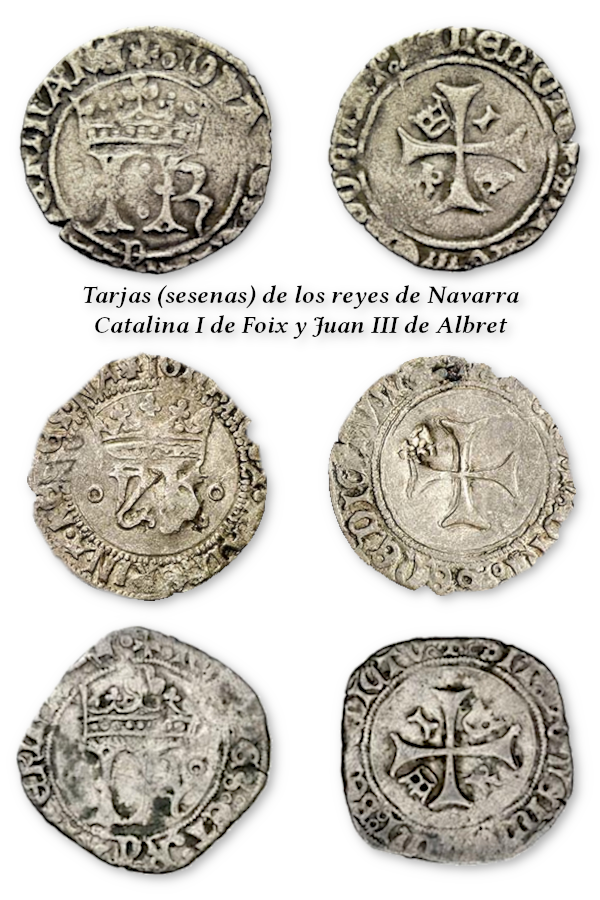
Tarjas (sesenas) de Catalina I y Juan III, reyes de Navarra.

El mismo nombre de tarja suelen acomodar vulgarmente a otras monedas de cobre. 

### Navarra
En el caso de Navarra Yanguas y Miranda indicaba en 1495 que el rey Juan III de Navarra acuñó ese año «sesenes a 16 cornados cada uno y ley de 3 dineros y 15 granos sin beneficio: talla 8 sueldos y 4 dineros, con la cruz en un lado y Y. K. en el otro que eran las iniciales del rey Juan y la reina Katalina.» Remarca esta idea cuando los vuelve a mencionar que los «Sesenes llamados también tarjas» era una «moneda de 16 cornados a ley de 3 dineros y 15 granos: talla 100 piezas: valor del marco... 58.»
Como indica Aloiss Heiss, «Carlos V dio varias Ordenanzas en 1524 acerca de la uniformidad del valor de las monedas: entre otra cosas dispuso que el ducado de oro castellano corriese en Navarra por el valor de 6 libras y 5 sueldos carlines, equivalentes á 375 maravedís de Castilla: el castellano de oro por 8 libras, un sueldo y 8 dineros: la dobla de la banda por 6 libras, un sueldo y 8 dineros: el florín de oro de Aragón por 4 libras y 10 sueldos, ó 270 maravedís castellanos: las coronas de Francia, ó escudos del sol, por 5 libras, 17 sueldos y 4 dineros: los ducados navarros, de los reyes D. Juan y D.a Catalina, por 5 libras y 2 sueldos: los reales de plata de Castilla por 11 sueldos y 4 dineros de Navarra:  la libra de Navarra por 10 groses, cada gros por 2 sueldos, y cada sueldo por seis cornados, que las tarjas acuñadas por los reyes anteriores valiesen 16 cornados.»
Añadiendo para 1561: 

«Tarjas, a 16 cornados. Esta moneda sustituyó a los sesenes del año 1495 con la única diferencia de aumentar la talla a 116 piezas en lugar de 100, de manera que cada tarja debía valer 18 maravedís y medio.

Los cornados de las mismas tarjas valían un maravedí 5/32 vellón.

Esta fue la última moneda de plata de baja ley que se acuñó en Navarra y de la cual se derivaron después, y acuñaron, las tarjas de cobre puro de 8 maravedís navarros o 14 maravedís y 8 treinta y seisavos de vellón que se conocieron por mucho tiempo, y aún al presente como moneda imaginaria.»
Yanguas y Miranda, 1840

Más adelante añade que en 1561 se acuñaron tarjas de a 16 cornados, y medias tarjas. Y así siguió hasta el año 1580 en que se especificó que las tarjas, y medias tarjas, fuesen de ley de 3 dineros y 15 granos, y que saliesen 116 tarjas de cada marco, cuya moneda equivalía en su ley a la de los sesenes acuñados por D. Juan de Labrit en 1495, con la diferencia de que entonces se dividía el marco en 100 piezas y ahora en 116.»
Poco después afirma que «esta moneda tan adulterada llegó a desaparecer del todo en el año 1604 en que se acuñaron blancas, o cornados, sin la mezcla de plata que antes tenían, aumentando en cobre la cantidad equivalente al valor de la plata suprimida; pero aun este aumento se suprimió cuatro años después en que se acordó acuñar cuartos, medios cuartos y cornados, o blancas de cobre, con el mismo peso que antes tenían los que llevaban mezcla de plata. Esta es la primera noticia de haberse acuñado en Navarra moneda de cobre puro.»